# بخش مرکزی شهرستان ری

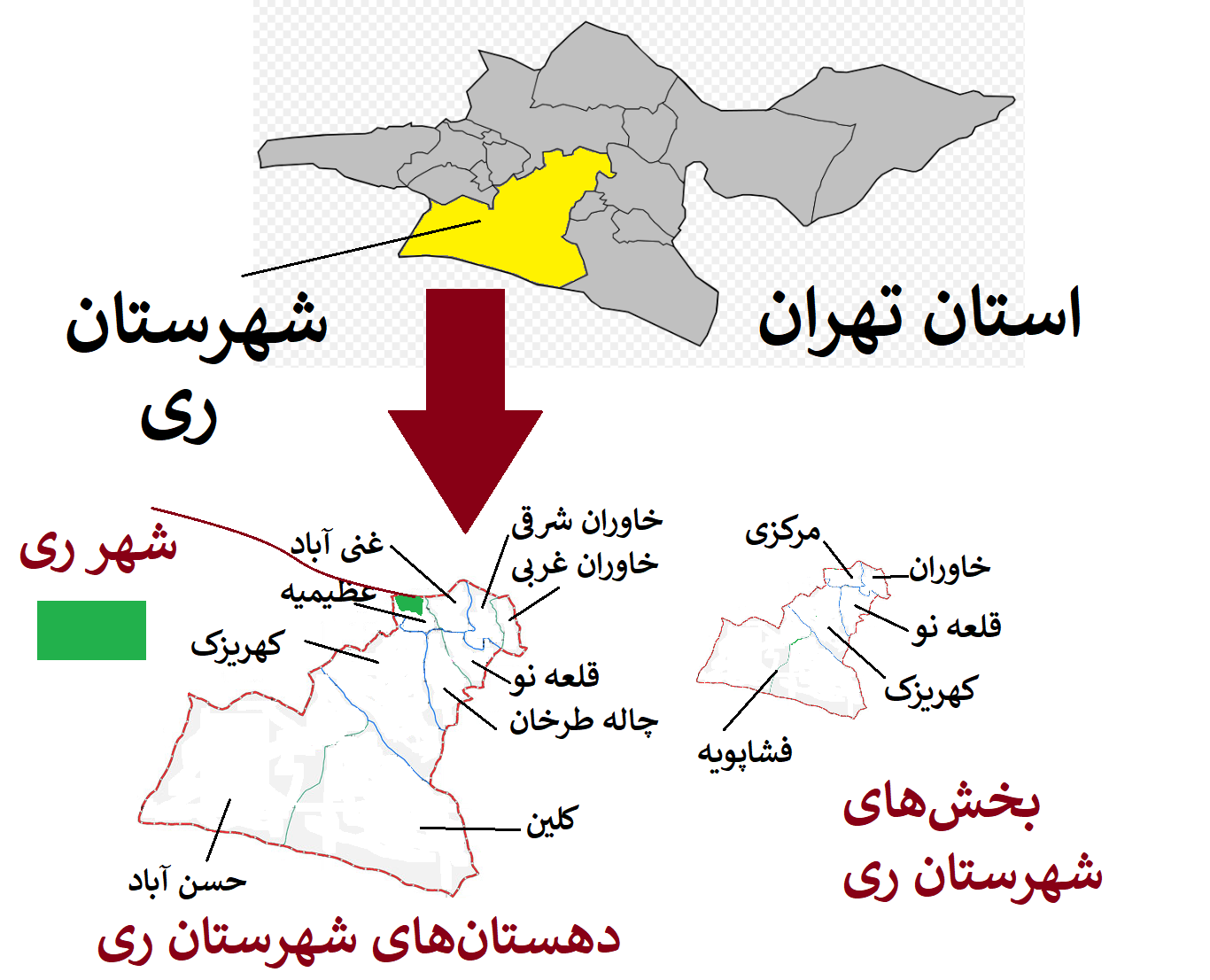
بخش‌ها و دهستان‌های شهرستان ری

بخش مرکزی شهرستان ری یکی از بخش‌های شهرستان ری در استان تهران ایران است.

## تقسیمات کشوری
- بخش مرکزی شهرستان ری:
  - دهستان غنی‌آباد
  - دهستان عظیمیه

- شهرها:
  - خاورانشهر
  - شهرری

## جمعیت
بنابر سرشماری مرکز آمار ایران، جمعیت بخش مرکزی شهرستان ری در سال ۱۳۸۵ برابر با ۱۳۳۵۳۶ نفر بوده است. در این آمار جمعیت شهر ری منظور نشده است. جمعیت شهر ری به عنوان منطقه‌ای از شهر تهران در جمعیت تهران شمارش شده است.